# Ойґен Фрайгерр фон Лоцбек
Ойґен Фрайгерр фон Лоцбек (нім. Eugen Freiherr von Lotzbeck, 24 лютого 1882 — 22 травня 1942) — німецький вершник.
Олімпійський чемпіон 1928 року в командній виїздці.